# Nyctalus
Genre
Nyctalus est un genre regroupant des espèces de chauves-souris de la famille des Vespertilionidae, appelées noctules en français.

## Noms vernaculaires et noms scientifiques correspondants
Noms vernaculaires en français, par ordre alphabétique.
- Grande noctule - Nyctalus lasiopterus
- Noctule des Açores - Nyctalus azoreum
- Noctule commune - Nyctalus noctula
- Noctule de Leisler - Nyctalus leisleri
- etc.

## Liste des espèces et sous-espèces
Selon ITIS (14 nov. 2010) :
- Nyctalus aviator (Thomas, 1911)
- Nyctalus azoreum (Thomas, 1901)
- Nyctalus lasiopterus (Schreber, 1780)
- Nyctalus leisleri (Kuhl, 1817)
- Nyctalus montanus (Barrett-Hamilton, 1906)
- Nyctalus noctula (Schreber, 1774)

Selon Mammal Species of the World (version 3, 2005)  (14 nov. 2010) :
- Nyctalus aviator
- Nyctalus azoreum
- Nyctalus furvus
- Nyctalus lasiopterus
- Nyctalus leisleri
  - sous-espèce Nyctalus leisleri leisleri
  - sous-espèce Nyctalus leisleri verrucosus
- Nyctalus montanus
- Nyctalus noctula
  - sous-espèce Nyctalus noctula labiata
  - sous-espèce Nyctalus noctula lebanoticus
  - sous-espèce Nyctalus noctula mecklenburzevi
  - sous-espèce Nyctalus noctula noctula
- Nyctalus plancyi
  - sous-espèce Nyctalus plancyi plancyi
  - sous-espèce Nyctalus plancyi velutinus

Selon NCBI (14 nov. 2010) :
- Nyctalus aviator
- Nyctalus azoreum
- Nyctalus lasiopterus
- Nyctalus leisleri
  - sous-espèce Nyctalus leisleri verrucosus
- Nyctalus noctula
- Nyctalus plancyi
- Nyctalus velutinus

## Galerie

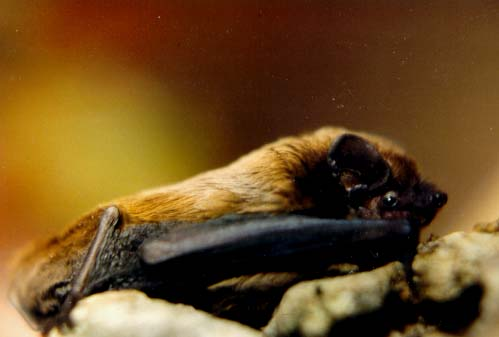
Nyctalus leisleri
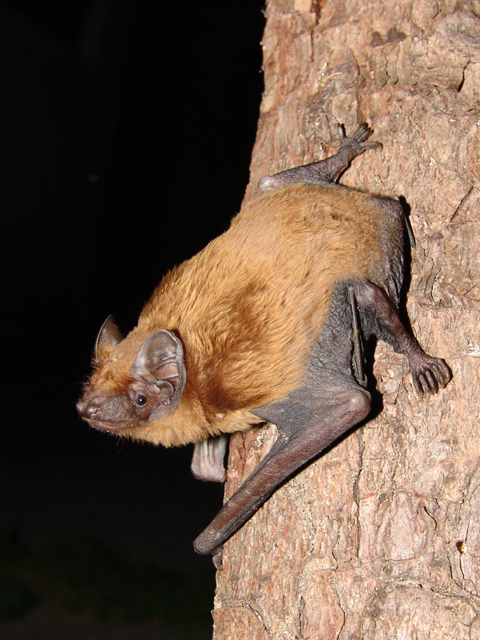
Noctule commune (Nyctalus noctula)